# Oelrichs
Oelrichs è un comune degli Stati Uniti d'America, situato in Dakota del Sud, nella contea di Fall River.